# Wayne Coyne
Wayne Michael Coyne (* 13. ledna 1961 Pittsburgh) je americký zpěvák a kytarista. V roce 1983 spoluzaložil skupinu The Flaming Lips, s níž v následujících desetiletích vydal řadu alb. Zpočátku ve skupině působil i jeho bratr Mark. Roku 2008 režíroval film Christmas on Mars. V roce 2013 se podílel na písni „The Perfect Life“ z Mobyho alba Innocents. Roku 2016 vystupoval v epizodě „Pickathon“ seriálu Portlandia.